# Berest (gromada 1954–1960)
Berest – dawna gromada, czyli najmniejsza jednostka podziału terytorialnego Polskiej Rzeczypospolitej Ludowej w latach 1954–1972.
Gromady, z gromadzkimi radami narodowymi (GRN) jako organami władzy najniższego stopnia na wsi, funkcjonowały od reformy reorganizującej administrację wiejską przeprowadzonej jesienią 1954 do momentu ich zniesienia z dniem 1 stycznia 1973, tym samym wypierając organizację gminną w latach 1954–1972.
Gromadę Berest z siedzibą GRN w Bereście utworzono – jako jedną z 8759 gromad na obszarze Polski – w powiecie nowosądeckim w woj. krakowskim, na mocy uchwały nr 26/IV/54 WRN w Krakowie z dnia 6 października 1954. W skład jednostki weszły obszary dotychczasowych gromad Berest, Polany i Piorunka ze zniesionej gminy Tylicz oraz Kamianna ze zniesionej gminy Łabowa w tymże powiecie. Dla gromady ustalono 9 członków gromadzkiej rady narodowej.
Gromadę zniesiono 30 czerwca 1960, a jej obszar włączono do gromady Mochnaczka Wyżna.
Uwaga: Gromada Berest (o innym składzie) istniała także w latach 1969–72.